# Нцъу
Нцъу — почти вымерший язык, некогда распространённый на юге Африки. Языком, по данным 2021 года, владели 3 человека. Единственная известная из них — Катрина Эсау (род. в 1933 году). На данный момент предпринимаются попытки по сохранению языка.

## Численность говорящих
| 2013 | 2021 | 2023 |
| ---- | ---- | ---- |
| 5    | 3    | 1    |